# 飯米獲得人民大会

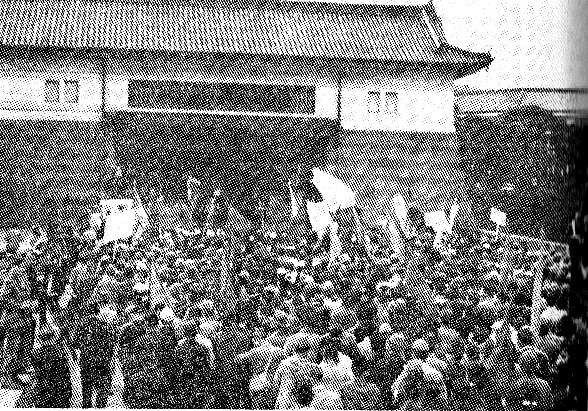
皇居坂下門に押し寄せるデモ隊

飯米獲得人民大会（はんまいかくとくじんみんたいかい）とは、1946年（昭和21年）5月19日に、日本の東京都麹町区（現：千代田区）の宮城（現：皇居）前で行われた、日本国政府の食糧配給遅延に抗議する集会であった。食糧メーデーとも呼ばれる。第二次世界大戦後の社会主義運動の高まりによって、最大で25万人が集結した。

## 背景
集会の開催は、太平洋戦争敗戦による食糧・衛生事情悪化と、労働力が出兵したことによる農産物の不作、流通経路の破壊、加えて前年の収穫期を襲った台風の被害によって、国の食糧配給が滞っていたことが背景にある。国民は闇市で食糧を買い求めたが、需要過多によって価格は暴騰し、失業者のあふれる市街地は問題が特に深刻であった。東京での配給は10日に1度までに落ち、各地で「米よこせ大会」が巻き起こっていた。
一方、1945年10月に徳田球一ら共産主義者が釈放されたことにより、日本共産党（以下、共産党と略記）が再結成されたほか、日本社会党（以下、社会党と略記）が支持者を急速に拡大しており、日本全体に社会主義運動の拡大の兆しがあった。ある程度の労働者の意識向上によって、アメリカ式の民主主義を植えつけようとしていたGHQ/SCAPにとっては、この段階はまだ理想的な状況であった。
1946年4月10日に、新選挙法による第22回衆議院議員総選挙が行われ、保守の自由党が第一党となって、総裁の鳩山一郎が社会党の閣外協力を含めて組閣の準備に入った。社会党は第三党であった。ところが、GHQ/SCAPは、鳩山を公職追放にすることを決定した。そこで自由党は吉田茂を後継に指名し、5月16日に吉田に組閣の大命が下った。しかし、この間の5月1日に、日本で11年ぶりのメーデーが行われており、（主催者発表で）100万人以上の労働者が集結して、民主人民政府の設立や食料の人民管理を決議していた。吉田は反共主義で知られ、社会党の協力はありえなかった。

## 大会開催

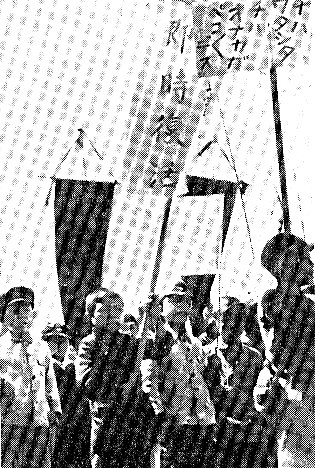
学校給食復活を求める学童たち

5月19日、宮城前広場に25万人が集結し、食糧要求を訴える集会を行った。労働者代表として聴濤克巳と鈴木東民などが挨拶し、世田谷区の主婦代表の永野アヤメがおんぶ姿で劣悪な食糧事情の現状を訴えた。
続いて集団はデモ行進に移った。この際、共産党員の松島松太郎は、プラカードに昭和天皇を批判する文言を掲げたため、大会の3日後に警視庁から出頭を命じられたがこれを拒否し、最終的に6月14日に不敬罪で逮捕されている（プラカード事件）。デモ隊は3つの集団に分かれ、聴濤の率いる集団は坂下門から宮城内に突入し、昭和天皇への面会を要求したが、犬山宮内省総務課長が拒否した。そこで、聴濤らは「天皇に食糧事情改善のため、人民の総意を汲み取り、適切な指導をするように願う」旨の上奏文を犬山に渡して撤収した。
別のデモ隊は、社会党の鈴木茂三郎や共産党の徳田に率いられて、総理大臣官邸の吉田茂内閣総理大臣に面会を求めた座り込みを行った。このとき、吉田は東京大学教授の東畑精一を農林大臣に据えようと説得していたが、東畑は拒否していた。そもそも国内の食糧総生産量が人口に見合わず、戦前は台湾や朝鮮半島から輸入していたため、また外地からの復員の分、人口が増えるわけであり、満足な供給には無理があった。農民も復員してきているとは言え、今すぐに食糧が増えるわけではなく、誰が大臣になっても解決策は無かった。

### GHQの声明
大会翌日の5月20日、GHQ最高司令官ダグラス・マッカーサーは「組織的な指導の下に行われつつある、大衆的暴力と物理的な脅迫手段を認めない」と声明を出し、社会党と共産党を牽制した。

### 天皇の声明
昭和天皇は、5月24日に『祖国再建の第一歩は、国民生活とりわけ食生活の安定にある。全国民においても、乏しきをわかち苦しみを共にするの覚悟をあらたにし、同胞たがいに助け合って、この窮状をきりぬけねばならない』という「おことば」を述べたラジオ放送を行った。

## プラカード事件
この大会の際、日本共産党員の松島松太郎が天皇の飽食を揶揄するプラカードを掲げ、不敬罪の容疑で逮捕された。天皇の特別扱いを嫌うGHQは、日本国政府に圧力をかけ、名誉毀損罪の訴追に変更させた。1946年11月の恩赦により松島は釈放されたが、松島は控訴を続けた。

## 影響
デモを「暴徒」と位置づけるGHQ声明に対して組合と左翼陣営は大きなショックを受け、以後の民衆運動を萎縮させる効果をもたらした。
事件の翌日、マッカーサーは首相の吉田に対して、アメリカが日本に食糧支援をすることを約束した。これにより難航していた吉田の組閣が可能になった。
内閣総理大臣吉田茂は、農林大臣に革新官僚の和田博雄農政局長を据え、5月22日に組閣を終えた。また、同年は幸いなことに気候が安定し、豊作となったため、翌年以降の危機は回避された。

## 評価
ジョン・ダワーは、一連のデモについて、主婦、子供、教師に引率された女子学生の多さなどに注目し、また徳田球一が天皇を揶揄して喝采を浴びたことなどを運動の特徴として述べた上で、それら民衆の抗議運動が天皇へ上奏する形を取り、決議文において天皇を「君主」および「最高権力者」と位置づけられていたことを、「思想的に見れば奇怪な矛盾のかたまり」と指摘し、新憲法の草案の発表や婦人参政権に基づく普通選挙の実施、女性の政治参加や学生による自治拡大の要求、天皇に対するジョークが流布されはじめていた世相とあわせて、「まさにこのような時に、左翼の指導者が、食糧危機を克服し政治家や官僚の堕落を正すよう、また民主革命を指導してくれるように天皇に対して恭しくお願いしているのである。世界の民主主義運動史上でこれほどの茶番劇を見出すことはできないだろう」と評した。
　そのうえで昭和天皇の反応について、「天皇裕仁のその後の反応は、予想通りにものだった」と述べ、5月24日になされた天皇によるラジオ放送について「じつに紋切り型で、戦争と抑圧の二〇年間と何も変わらない言葉遣いであった」と評している。
　それらを踏まえた上で「終戦後間もないこの時期に、大衆運動においてこうした思想的な矛盾が起こるのは予期できることではあった。しかしデモ参加者が勘違いして君主制を持ち出してきたことや、天皇の新味のない空虚な言葉よりも、はるかに重大で予想もできなかったのは、SCAPがきびしい態度に出たことだった」と述べている。初期対日方針のなかで米国が日本国内の民主化運動について介入できる場合として規定されていた破壊や暴力行為、死亡事件や傷害事件はなにも起きなかったにもかかわらず、マッカーサーが「組織的指導の下に増加傾向にある集団的暴力行為」、「無規律な少数分子による行き過ぎた行為」と批判したことを挙げ、「四月から五月にかけて発生した民衆の立ち上がりは――それ自体は矛盾に満ちてはいたものの、政府の腐敗と無能力にたいする人々の挑戦を象徴する歴史的なできごとであったのに――たんなる暴民支配への一歩という汚名をきせられることになってしまったのである」と総括している。
後の対日理事会でアメリカ代表が食糧メーデーの書簡について、ロシア人が原文を書いた可能性があると主張したが、ダワーによればこれには「何の根拠もない」。